# Adam Heinrich Bose
Adam Heinrich von Bose (Unterfrankleben, 3 maart 1667 - Mölbis, 21 mei 1749) was een Saksische aristocraat en militair uit het oeradellijke geslacht Bose. Hij gebruikte het predicaat "von" niet. Adam Heinrich was "Erb-, Lehn- und Gerichtsherr auf Mölbis, Trages, Lohme, Nickern und Unterfrankleben". Hij bezat dus een hoge heerlijkheid. Hij was generaal in het Saksisch-Poolse leger, gouverneur van de stad en de vesting Wittenberg en sinds de stichting in 1736 ridder in de Militaire Orde van Sint-Hendrik.